# Tossal Roig (Bellvís)
El Tossal Roig és una muntanya de 210 metres que es troba al municipi de Bellvís, a la comarca del Pla d'Urgell. Al cim podem trobar-hi un vèrtex geodèsic (referència 256112001).